# Doubliany (commune urbaine)
Doubliany (ukrainien : Дубляни) est une commune urbaine de l'oblast de Lviv, en Ukraine. Elle compte 1 647 habitants en 2021.